# Ликије
Ликије је у грчкој митологији било име више личности.

## Митологија
- Према Аполодору, био је један од Ликаонида.[1]
- Антонин Либерал је писао о Ликију који је био син Клинида и Харпе. Он је, заједно са својим братом Харпасом, намерио да жртвује магарце, што није било ни по вољи Аполона, ни по вољи његове породице. Међутим, када су их привели олтару, бог је разбеснео магарце и они су почели да прождиру не само безбожну браћу, већ и чланове породице који су били побожни. Посејдон се при томе био сажалио на Харпу, па ју је претворио у птицу, а Лето и Артемида су уз Аполонову сагласност спасиле оне који су били побожни; Ортигија, Артемиху и њиховог оца. Док су Харпаса појели магарци, Ликије је био претворен у белог гаврана, који је касније, опет по Аполоновој вољи, попримио црно перје.[1]
- Према Страбону, друго име Лика, Пандионовог сина.[1]
- Ликије је био и надимак, епитет бога Аполона, обожаваног у Ликији и у ликијском граду Патари је имао светилиште. Ипак, чешће се користио назив Ликеј, како би се нагласило да је био убица вукова.[2] Иако је Паусанија наводио да је најпознатија зграда на Аргосу било светилиште посвећено богу-вуку Аполону Ликију,[3] Роберт Гревс је тврдио да овај надимак радије значи „Аполон светлости“ него „Аполон вучји“, али су оба појма у вези са завијањем вукова на Месец.[4] Према Диодору, храм крај реке Ксант је Аполону Ликију посветио Лик, један од телхина.[5]